# 2010-es MTV Movie Awards
A 2010-es MTV Movie Awards díjátadó ünnepséget 2010. június 6-án tartották a Gibson Amphitheatre-ben Los Angelesben, házigazdája Aziz Ansari volt. A szavazás 2010. március 29-től április 9-ig tartott. Az MTV, MTV2 és VH1 csatornák közvetítették az eseményt 5,8 milliós nézőközönséget vonzva ezzel.

## Fellépők
- Ed Helms, Ken Jeong, Les Grossman és Jennifer Lopez  — tánc
- Katy Perry és Snoop Dogg — "California Gurls"
- Christina Aguilera — egyveleg: "Bionic/Not Myself Tonight/Woohoo"

## Bejelentők
- Adam Sandler, Kevin James, Chris Rock, David Spade és Rob Schneider — a legjobb színésznőt jelentették be
- Jonah Hill, Russell Brand és Diddy — a legjobb feltörekvő színészt jelentették be
- Steve Carell és Paul Rudd — a legijesztőbb produkciót jelentették be
- Bradley Cooper és Jessica Biel — a legjobb csókot jelentették be
- Jason Segel és Miranda Cosgrove — Katy Perryt és Snoop Doggot jelentették be
- Betty White, Bradley Cooper és Scarlett Johansson — az MTV Generation Award győztesét jelentették be
- Michael Cera, Kieran Culkin, Anna Kendrick és Aubrey Plaza — A legjobb „WTF” jelenet jelentették be
- Samuel L. Jackson, Eva Mendes, Dwayne Johnson, Mark Wahlberg és Will Ferrell — a legjobb negatív szereplőt jelentették be
- Jackie Chan, Jaden Smith és Shaun White — a legjobb akcióhőst jelentették be
- Jessica Alba és Vanessa Hudgens — a legjobb színészt jelentették be
- Christopher Mintz-Plasse és Ed Helms — Christina Aguilerát jelentették be
- Zac Efron — a legjobb komikus színészt jelentette be
- Cameron Diaz és Tom Cruise — a legjobb filmet jelentették be

## Díjazottak és jelöltek

### Legjobb film
Alkonyat – Újhold
- Alice Csodaországban
- Másnaposok
- Harry Potter és a Félvér Herceg
- Avatar

### Legjobb színész
Robert Pattinson – Alkonyat – Újhold
- Zac Efron – Megint 17
- Taylor Lautner – Alkonyat – Újhold
- Daniel Radcliffe – Harry Potter és a Félvér Herceg
- Channing Tatum – Kedves John!

### Legjobb színésznő
Kristen Stewart – Alkonyat – Újhold
- Sandra Bullock – A szív bajnokai
- Amanda Seyfried – Kedves John!
- Zoe Saldaña – Avatar
- Emma Watson – Harry Potter és a Félvér Herceg

### Legjobb feltörekvő színész
Anna Kendrick – Egek ura
- Quinton Aaron – A szív bajnokai
- Zach Galifianakis – Másnaposok
- Logan Lerman – Villámtolvaj – Percy Jackson és az olimposziak
- Chris Pine – Star Trek
- Gabourey Sidibe – Precious - A boldogság ára

### Legjobb negatív szereplő
Tom Felton – Harry Potter és a Félvér Herceg
- Helena Bonham Carter – Alice Csodaországban
- Ken Jeong – Másnaposok
- Stephen Lang – Avatar
- Christoph Waltz – Becstelen brigantyk

### Legjobb komikus színész
Zach Galifianakis – Másnaposok
- Sandra Bullock – Nász-ajánlat
- Bradley Cooper – Másnaposok
- Ryan Reynolds – Nász-ajánlat
- Ben Stiller – Éjszaka a múzeumban 2.

### Legijesztőbb produkció
Amanda Seyfried – Ördög bújt beléd
- Sharlto Copley – District 9
- Jesse Eisenberg – Zombieland
- Katie Featherston – Paranormal Activity
- Alison Lohman – Pokolba taszítva

### Legjobb csók
Kristen Stewart és Robert Pattinson – Alkonyat – Újhold
- Sandra Bullock és Ryan Reynolds – Nász-ajánlat
- Zoe Saldaña és Sam Worthington – Avatar
- Kristen Stewart és Dakota Fanning – The Runaways – A rocker csajok
- Taylor Swift és Taylor Lautner – Valentin nap

### Legjobb küzdelmi jelenet
Beyoncé Knowles vs. Ali Larter – Őrült szenvedély
- Robert Downey Jr. vs. Mark Strong – Sherlock Holmes
- Hugh Jackman és Liev Schreiber vs. Ryan Reynolds – X-Men kezdetek: Farkas
- Logan Lerman vs. Jake Abel – Villámtolvaj – Percy Jackson és az olimposziak
- Sam Worthington vs. Stephen Lang – Avatar

### Legjobb „WTF” jelenet
Ken Jeong - Másnaposok
- Betty White - Nász-ajánlat
- Bill Murray - Zombieland
- Isabel Lucas - Transformers: A bukottak bosszúja
- Megan Fox - Ördög bújt beléd

### Legjobb akcióhős
Rain
- Angelina Jolie
- Chris Pine
- Channing Tatum
- Sam Worthington

### Legnagyobb szupersztár
Robert Pattinson
- Taylor Lautner
- Johnny Depp
- Daniel Radcliffe
- Kristen Stewart

### MTV Generation Award
- Sandra Bullock